# Pałac w Maciejowie
Pałac w Maciejowie – zabytkowy pałac we wsi Maciejów (województwo opolskie).
klasycystyczny obiekt, zaprojektowany przez Carla Gottharda Langhansa, zbudowany około roku 1790. Wpisany do rejestru zabytków 14 kwietnia 1964 z numerem 803/64. W skład zespołu zabytkowego wchodzi park, który również jest zabytkiem, wpisanym do rejestru zabytków 25 sierpnia 1976 r. pod numerem 15/76.

## Historia

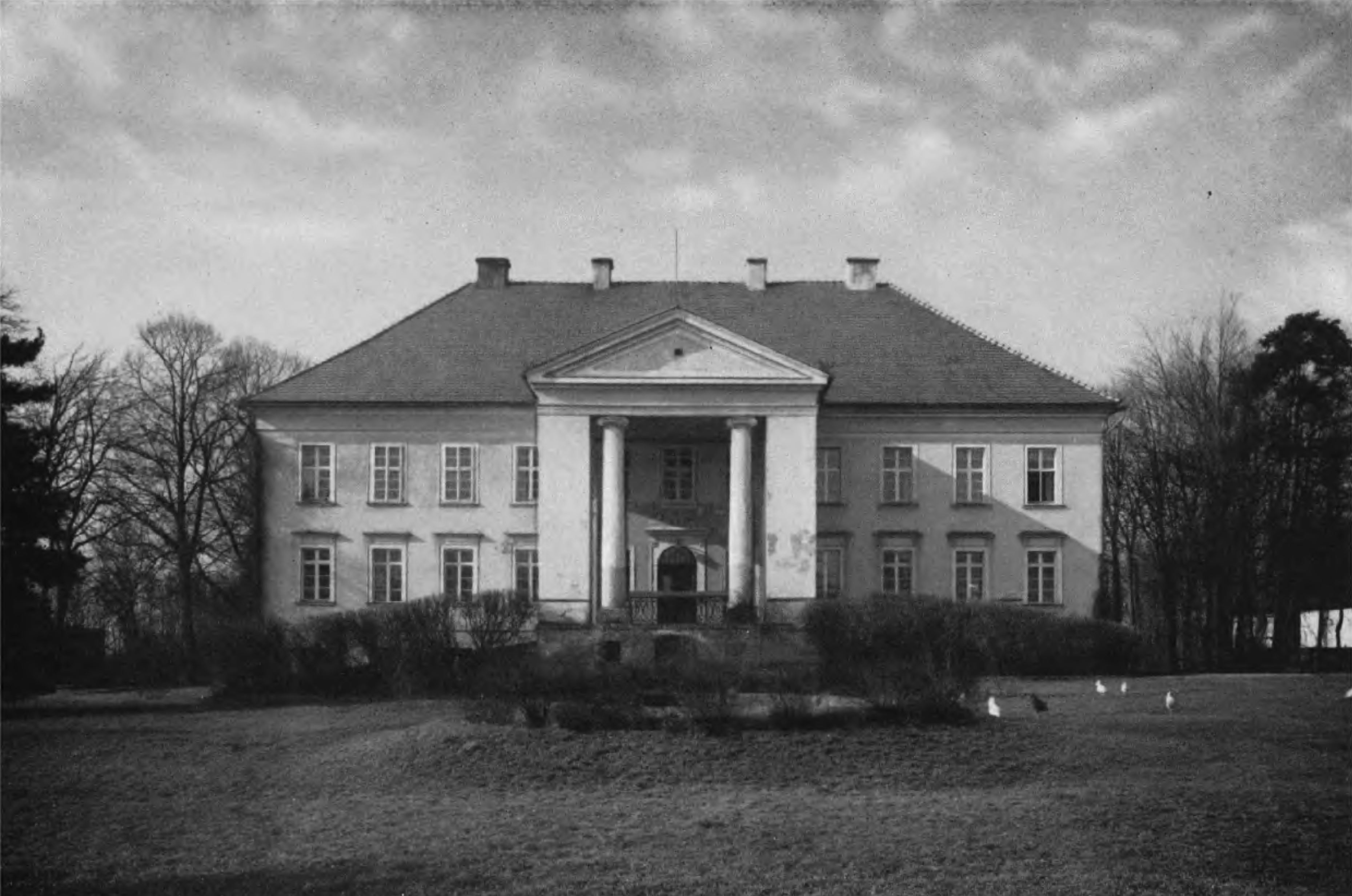
Fasada pałacu (przed 1939)

Najstarsze informacje o wsi Maciejów pochodzą z 1466 roku. w I poł.XVII wieku wieś była własnością Adama von Frankenberg, starosty kluczborskiego i byczyńskiego oraz członka rady księstwa brzeskiego.
Po jego śmierci, w lutym 1650 roku, dobra stały się własnością syna. W roku 1739 właścicielem wsi był Leopold von Frankenberg. Na przełomie XVIII i XIX wieku Maciejów należał do hrabiego Franciszka von Gaschin, który odsprzedał go Ernstowi Filipowi von Bethusy-Huc. Kolejnym właścicielem, w 1886 roku, został baron Oskar von Rothkirch-Pantheu. W 1898 roku Maciejów przeszedł w posiadanie hrabiego Bernarda von Prittwitz-Gaffron, w 1909 roku Gustawa Staroste, w 1917 roku hrabia Johanna Broel Plater, a potem wsią zarządzał Kurt Dobers. 
Podczas II wojny światowej, jako jeden z nielicznych obiektów nie został ograbiony ze swojego wyposażenia. Zachował się m.in. zespół romantycznych malowideł ściennych z przełomu XVIII i XIX w. Tempera na tynku w salonie na I piętrze wpisana jest w rejestr zabytków Ks.B.t.II-93/1/-8/07.
Po zakończeniu II wojny światowej pałac znalazł się w posiadaniu Skarbu Państwa i użytkownikiem został PGR w Maciejowie. Wskutek wieloletnich zaniedbań budowla została doprowadzona do ruiny. W 1982 roku pałac zakupiła osoba prywatna i budowla w części została odremontowana. Kolejna zmiana właściciela nastąpiła w 2006 roku. Obecnie pałac należy do prywatnego przedsiębiorcy, który przywrócił mu jego dawny blask. Pomieszczenia na parterze i piętrze zostały starannie odrestaurowane. Do najcenniejszych fragmentów dawnego wystroju należą polichromie ścienne z okresu budowy pałacu. Obecnie w zabytku powstało Muzeum Wnętrz.

## Architektura i wnętrze pałacu
Pałac w Maciejowie wzniesiono według projektu Carla Gottharda Langhansa. Budynek jest murowany z cegły, otynkowany, zbudowany na planie prostokąta, dwukondygnacjowy, na wysokich piwnicach sklepionych żaglasto, nakryty wysokim czterospadowym dachem. Fasada jest jedenastoosiowa z umieszczonym centralnie wejściem do piwnic, ponad którym podjazd i portyk o dwóch jońskich kolumnach, zwieńczony został uproszczonym belkowaniem i trójkątnym spłaszczonym przyczółkiem. W elewacji ogrodowej zaakcentowana trójosiowa część środkowa, zwieńczona również trójkątnym spłaszczonym przyczółkiem. Okna są w prostokątnych obramieniach, część z gzymsikami jest wsparta na wolutach, w elewacjach bocznych, między oknami przestrzennie dekorowane są stiukowymi festonami. Układ wnętrz dwutraktowy z korytarzem między traktami i sienią oraz salonem na osi. Pomieszczenia przykryte sufitami, w salonie sufit z fasetami. W salonie na pierwszym piętrze zachował się zespół malowideł ściennych z przełomu XVIII i XIX wieku oraz oryginalny kominek. Front pałacu skierowany jest w stronę północno-wschodnią.
Pałac otacza zadbany park o powierzchni około 3,5 ha, w jego drzewostanie na szczególną uwagę zasługują około 200-letnie graby. Naprzeciw rezydencji, po drugiej stronie ulicy znajdują się budynki dawnego folwarku rozłożone wokół dziedzińca gospodarczego.